# Karl Johan Pettersen
Karl Johan Pettersen, född 16 juni 1826 i Tromsø, död 10 februari 1890, var en norsk geolog.
Pettersen avlade kandidatexamen i mineralogi 1849, blev adjunkt vid Tromsø skola 1855 och tullkassör i samma stad 1877. Han företog 1865-89 systematiska undersökningar av de tre nordligaste norska amtens och delvis även av det angränsande Sveriges geologiska förhållanden och publicerade härom en stor mängd avhandlingar i norska, svenska och andra länders vetenskapliga fackpublikationer.
Pettersens viktigaste arbete är Geologisk kart över Tromsø amt i maalestok 1:400 000, med bifogad beskrivning (postumt i Tromsø museums årsskrift 1890). Han var 1872 den egentlige grundläggaren av Tromsø museum och till sin död dess föreståndare, varjämte han tog initiativ till och redigerade dess vetenskapliga "aarshefter" (1878 ff.).